# FC Manu Laeva
FC Manu Laeva – tuwalski klub piłkarski założony w 1980 roku, jako Tavakisa. Manu Leava występuje w Tuvalu A-Division, będącą najwyższym poziomem rozgrywek na Tuvalu. Klub swoje mecze rozgrywa na Vaiaku Stadium w Funafuti, posiadającym 1500 miejsc siedzących. Jest to jedyny stadion piłkarski w Tuvalu.

## Historia
FC Manu Laeva jest jednym z najbardziej utytułowanych klubów w historii tuwalskiej piłki nożnej, z bogatą historią sukcesów zarówno w lidze, jak i w turniejach pucharowych.

## Sukcesy
- 2 Mistrzostwa kraju (2017, 2018)[4]
- 3 Puchary Niepodległości (2011, 2016, 2018)[4]
- 1 Puchar NBT Cup (2017)[4]
- 4 Finały Pucharu Niepodległości (1988, 1990, 2003, 2006, 2015)[4]

## Druga drużyna
FC Manu Laeva B to drużyna rezerwowa klubu FC Manu Laeva z wyspy Nukulaelae, rywalizująca w Tuvalu B-Division – lidze przeznaczonej dla zespołów rezerwowych klubów z A-Division. Podobnie jak inne drużyny w Tuvalu, zespół funkcjonuje na poziomie amatorskim i swoje mecze rozgrywa na jedynym stadionie w kraju, Tuvalu Sports Ground w Funafuti.

### Sukcesy zespołu:
- Mistrzostwo drugiej ligi (2017)[4]
- 3 Puchary Niepodległości (dla drużyn z B-division) (2000, 2010, 2013)[4]
- 3 Finały Pucharu Niepodległości (2007, 2009, 2012)[4]